# Country & Western – Golden Hits
Country & Western – Golden Hits es un álbum de estudio de la cantante estadounidense Connie Francis, publicado en noviembre de 1959 a través de MGM Records.
El álbum es un tributo a las grandes estrellas de la música Country de la era, tales como Hank Williams y Don Gibson.

## Lista de canciones
Créditos adaptados desde las notas del álbum.

| Lado uno |                                              |                            |          |  |
| N.º      | Título                                       | Escritor(es)               | Duración |  |
| 1.       | «Singing the Blues»                          | Melvin Endsley             | 2:15     |  |
| 2.       | «Tennessee Waltz»                            | Redd Stewart, Pee Wee King | 2:50     |  |
| 3.       | «Young Love»                                 | Ric Cartey, Carole Joyner  | 2:40     |  |
| 4.       | «Your Cheatin' Heart»                        | Hank Williams              | 2:15     |  |
| 5.       | «Bye, Bye Love»                              | Felice y Boudleaux Bryant  | 2:27     |  |
| 6.       | «(There'll Be) Peace in the Valley (For Me)» | Thomas A. Dorsey           | 2:32     |  |

| Lado dos |                     |                           |          |  |
| N.º      | Título              | Escritor(es)              | Duración |  |
| 1.       | «My Special Angel»  | Jimmy Duncan              | 2:50     |  |
| 2.       | «Hearts of Stone»   | Rudy Jackson              | 1:55     |  |
| 3.       | «Half as Much»      | Curley Williams           | 2:45     |  |
| 4.       | «Cold, Cold Heart»  | H. Williams               | 2:43     |  |
| 5.       | «Let Me Go, Lover!» | Jenny Lou Carson, Al Hill | 2:35     |  |
| 6.       | «Anytime»           | Herbert Larson            | 2:38     |  |